# 中国大黄河雑技団
中国大黄河雑技団は、中国各地の雑技団から人材を選抜、日本へ招聘し、編成する日本で設立された雑技団。

## 創設者
聶二中（ニエ・アールジユン）
中国雑技芸術家協会会員・日本サーカス文化の会会員
中国開封市で生まれる。

## 主な演目
- 上海祭典
- ストローハットエンジェル
- 北京祭典
- ファンロージェ（歓楽節）
- シルクロードの響き(音楽)
- チャイニーズエンジェル
- 西遊記
- 氷上雑技『北極光（オーロラ）』
- 粉墨（フンモ）
- シルクロード・プリンセス
- アクロバティックチルドレン
- 愛のアクロバット『ＬＯＶＥ』
- 中国ムーラン女子雑技団
- 你好娘
- フレームサーカス
- ザ・エアリアルフライ・アクロバット
- 鳶雑技
- 精彩雑技『のぼりチーム』
- アクロバティック白鳥の湖

## 日本へ招聘した主な芸術団体
- 中国国家芸術団
- 雲南省雑技団
- 山東省雑技団
- 中国国立雑技団
- 河南省雑技団
- 湖南省雑技団
- 山東省徳州市雑技団
- 河北省滄州雑技団
- 重慶市雑技団
- 山東省済南市雑技団
- 成都芙蓉花川劇団
- 黒竜江省雑技団